# Gliocladium ammoniphilum
Gliocladium ammoniphilum är en svampart som beskrevs av Pidopl. & Bilai 1953. Gliocladium ammoniphilum ingår i släktet Gliocladium och familjen Hypocreaceae.   Inga underarter finns listade i Catalogue of Life.